# خاروفية صغيرة
خاروفية صغيرة قرية سوريّة تتبع إداريّاً لمحافظة حلب منطقة منبج ناحية مركز منبج، بلغ تعداد سكانها 454 نسمة حسب التعداد السكاني لعام 2004.